# Spider-Man: Return of the Sinister Six
Spider-Man: Return of the Sinister Six (с англ. — «Человек-Паук: Возвращение Зловещей Шестёрки») — компьютерная игра, выпущенная для Nintendo Entertainment System разработчиком Bits Studios и опубликованная LJN в 1991 году. Версии игры также были выпущены для Sega Master System и Game Gear Flying Edge, подразделением Acclaim. Игра основана на выпусках 334–339 серии комиксов The Amazing Spider-Man начала 1990-х годов, рассказывающих о Человеке-пауке и Зловещей Шестёрке.

## Сюжет
Доктор Осьминог приводит в действие свой генеральный план по захвату мира с помощью Зловещей шестёрки. Человеку-пауку удаётся победить их всех и спасти мир.

## Геймплей

Скриншот из игры. Бой с Электро

Игрок управляет Человеком-пауком, проводя его через шесть уровней с боковой прокруткой, в конце каждого из которых его ожидает босс — один из членов Зловещей Шестёрки. Человек-паук может прыгать, бить, пинать, приседать, взбираться на определённые стены и деревья, стрелять паутиной, чтобы раскачиваться на ней, и собирать паутинную жидкость, чтобы стрелять прямоугольными паутинными снарядами. Иногда нужно находить и использовать (в полуавтоматическом режиме) специальные предметы, такие, как детонатор и взрывчатку.
Как правило, уровни представляют собой простую боковую прокрутку, хотя иногда необходимо найти определённый предмет, например, ключ или детонатор.
В версии для NES у Человека-паука всего одна жизнь, но есть и одно продолжение. Нет доступных значков для восстановления энергии. Однако победа над несколькими врагами может восстановить полосу силы Человека-паука.
Всего в игре шесть уровней по числу главных противников Человека-паука:
- Первый этап — Нью-Йоркская электростанция, босс первого этапа — Электро;
- Второй этап — Нью-Йоркская канализация, босс второго этапа — Песочный Человек;
- Третий этап — секретная лаборатория в Нью-Йорке, босс — Мистерио;
- Четвёртый этап — улицы и крыши Нью-Йорка, босс — Стервятник;
- Пятый этап — Нью-Йоркский парк, босс — Хобгоблин;
- Шестой этап — Нью-Йоркский замок, финальный босс — Доктор Осьминог.

## Порты
По сравнению с версией для NES, версия Sega Master System проще, так как некоторые предметы были перемещены (как правило, в места, где их стало легче найти), некоторые враги убраны, а прыжки переработаны, чтобы сделать их проще. У Доктора Осьминога и Мистерио теперь есть только одна полоса здоровья (в версии для NES они регенерировали несколько раз, прежде чем были побеждены).
Версия для Game Gear идентична версии Sega Master System, за исключением того, что на экране отображается меньшая часть уровня, что затрудняет просмотр летящих в протагониста снарядов.

## Рецензии
Большинство критиков посчитали, что игра выглядит недоделанной и излишне усложнённой (у игрока всего одна жизнь). Также, являясь одной из последних 8-битных игр, она не показывает никакого прогресса в графике и звуке, походя на многие ранние игры из этой серии. GamePro в выпуске за ноябрь 1994 года присвоил игре рейтинг 3/5. Обозреватели Nintendo Power прокомментировали версию игры для NES, похвалив графику, но назвав слабым управление. «Вы можете нанести то, что выглядит как идеальный удар, и в конечном итоге проскочить мимо своего врага».